# Liste der Kulturgüter in Tschugg
Die Liste der Kulturgüter in Tschugg enthält alle Objekte in der Gemeinde Tschugg im Kanton Bern, die gemäss der Haager Konvention zum Schutz von Kulturgut bei bewaffneten Konflikten, dem Bundesgesetz vom 20. Juni 2014 über den Schutz der Kulturgüter bei bewaffneten Konflikten sowie der Verordnung vom 29. Oktober 2014 über den Schutz der Kulturgüter bei bewaffneten Konflikten unter Schutz stehen.
Objekte der Kategorie A sind vollständig in der Liste enthalten, Objekte der Kategorie B sind im Gemeindegebiet nicht ausgewiesen, Objekte der Kategorie C fehlen zurzeit (Stand: 25. Januar April). Unter übrige Baudenkmäler sind geschützte Objekte zu finden, die im Bauinventar des Kantons Bern als «schützenswert» verzeichnet sind.

## Kulturgüter
| Foto |                                                                     | Objekt                                    | Kat. | Typ | Standort                    | Beschreibung |
| ---- | ------------------------------------------------------------------- | ----------------------------------------- | ---- | --- | --------------------------- | --- |
| ja   | Datei hochladen · Wikidata zu Ehemaliges Landgut Steiger (Q1802958) | Ehemaliges Landgut Steiger KGS-Nr.: 01291 | A    | G   | Bethesda 13 572264 / 208450 | Der Landsitz der Berner Patrizierfamilie von Steiger stammt im Kern aus dem 16./17. Jahrhundert und wurde in der zweiten Hälfte des 18. Jahrhunderts zu einer schlossartigen Anlage im spätbarocken Stil ausgebaut. Seit 1889 beherbergt es die Klinik Bethesda. Breit gelagerter Haupttrakt zur Strasse und hofbildenden, unterschiedlich gestalteten Flügeln. Symmetrisch gegliederte Südost-Front und nordwestlich angebaute elegante Saalachse mit Palladio-Motiv unter gemeinsamem, leicht geknicktem Viertelwalmdach. |

## Übrige Baudenkmäler
Hinweis: Anstelle der KGS-Nummer wird als Objekt-Identifikator (ID) die Grundstücksnummer verwendet.
| ID  | Foto |                                                                             | Objekt                           | Typ | Standort                        | Beschreibung |
| --- | ---- | --------------------------------------------------------------------------- | -------------------------------- | --- | ------------------------------- | ------------ |
| 91  | ja   | Datei hochladen · Wikidata zu Liechtihaus (Q113192912)                      | Liechtihaus (1611)               | G   | Bethesda 17 572342 / 208480     |              |
| 92  | ja   | Datei hochladen · Wikidata zu Sonnenuhr (Q113193040)                        | Sonnenuhr (um 1770)              | K   | Bethesda N.N.2 572303 / 208390  |              |
| 98  | ja   | Datei hochladen · Wikidata zu Entscherzhaus (Q113193945)                    | Entscherzhaus (um 1790)          | G   | Aentscherz 2 571769 / 208271    |              |
| 125 | ja   | Datei hochladen · Wikidata zu Bauernhaus (Q113201962)                       | Bauernhaus (1844)                | G   | Mullen 10 573307 / 208978       |              |
| 130 | BW   | Datei hochladen                                                             | Ehemaliges Bauernhaus (1853)     | G   | Oberdorf 9 572574 / 208567      |              |
| 139 | ja   | Datei hochladen · Wikidata zu Ehemalige Mühlescheune (18. Jh.) (Q116695359) | Ehemalige Mühlescheune (18. Jh.) | G   | Mullen 2a 573405 / 209081       |              |
| 145 | ja   | Datei hochladen · Wikidata zu Wohnstock (um 1565/70) (Q116695520)           | Wohnstock (um 1565/70)           | G   | Mullen 1 573393 / 209015        |              |
| 159 | BW   | Datei hochladen                                                             | Bauernhaus (1846)                | G   | Unterdorf 3 572784 / 208490     |              |
| 164 | BW   | Datei hochladen                                                             | Ehemaliges Bauernhaus (1787/88)  | G   | Buditsch 1 572987 / 208809      |              |
| 175 | BW   | Datei hochladen                                                             | Ehemaliges Bauernhaus (1795)     | G   | Oberdorf 6 572598 / 208631      |              |
| 258 | BW   | Datei hochladen                                                             | Ehemaliges Bauernhaus (1872)     | G   | Oberdorf 15, 17 572520 / 208519 |              |
| 259 | BW   | Datei hochladen                                                             | Bauernhaus (1853)                | G   | Oberdorf 12 572530 / 208568     |              |